# Thwaitesia bracteata
Thwaitesia bracteata är en spindelart som först beskrevs av Harriet Exline 1950.  Thwaitesia bracteata ingår i släktet Thwaitesia och familjen klotspindlar. Inga underarter finns listade i Catalogue of Life.